# أناستازيا مالهوترا
أناستازيا مالهوترا (باليابانية: アナスタシア・マルフォートラ) مواليد 12 ديسمبر 1989 في اليابان، هي لاعبة كرة مضرب يابانية بدأت مسيرتها كمحترفة سنة 2005 تلعب باليد اليسرى. أعلى تصنيف لها في الفردي كان المركز الـ 85 في سنة 2009.

## روابط خارجية
- أناستازيا مالهوترا على موقع رابطة محترفات التنس (الإنجليزية)
- أناستازيا مالهوترا على موقع الاتحاد الدولي لكرة المضرب (الإنجليزية)